# Отношения между Армения и Русия
Отношенията между Русия и Армения са двустранни отношения между европейските държави Армения и Русия.
Дипломатическите отношения между днешна Армения и днешна Русия са установени на 3 април 1992 г., но Русия е важен фактор в Армения още от началото на 20 век. Корените на външнополитическите отношения между Русия и Армения в историята са от войната през 1827 – 1828 между Руската империя и Персийската империя, по време на която Източна Армения попада под властта на Русия. Също така, Русия често се счита за покровител на християнските поданици в Османската империя, в това число и арменците. След разпадането на Съветския съюз Армения е считана за единствения съюзник на Русия от цялото Закавказие. Позициите на Русия и Армения по международните конфликти са считани за близки. Република Армения споделя общата политика на Руската федерация за подсилване на Общността на независимите държави (ОНД).
Армения и Русия са членове на военния пакт Организация на Договора за колективна сигурност, смятан от Армения за важна част от нейната международна сигурност. Освен договорите и спогодбите, сключени между двете правителства, те споделят и приятелски отношения, взаимна помощ и голям брой споразумения, включително за военни бази на Русия в Армения и междуправителствено разбирателство с официална дата 29 август 1997 г.
Русия е дом на приблизително 1.8 милиона Арменци, сравнено с официалните и може би пресилени данни за 3.2 милиона жители на Армения. Те изпращат у дома парични преводи на стойност близка до 110 милиона щатски долара всяка година (еквивалентно на 4% от БВП), според министерство на външните работи на Армения. Не е изненадващо, че говоренето на Руски в Армения не се заклеймява така, както в други бивши Съветски републики.[източник? (Поискан преди 4 дни)]
Арменската зависимост от Русия непрекъснато се задълбочава, свързвайки бъдещето на по-малката страна, за добро или за лошо, още по-силно към Русия. И тъй като руското влияние в страните от ОНД продължава да ерозира, нейната роля в Армения служи като приятен спомен за това, което тя някога е имала.[източник? (Поискан преди 4 дни)]

## Военно-политически връзки и отношения
След разпадането на СССР, Армения е считана за единствения съюзник на Русия от Закавказието. Позициите на Русия и Армения по отношение на ключови международни проблеми в повечето случаи съвпадат или поне са близки. Армения подкрепя Русия в усилията ѝ, насочени към укрепване на ОНД (Общност на независимите държави). Армения и Русия са членки на военния съюз Организация на Договора за колективна сигурност, в рамките на ОНД, заедно с още четири бивши съветски републики. Членство, което е от огромна важност за сигурността на Армения.
Отношенията между Русия и Армения във военен аспект са изцяло насочени към осигуряване на сигурността на двете страни и стабилността в Закавказието. Арменските въоръжени сили участват в лагера за готовност при тревога в рамките на цялостната система на противовъздушната отбрана на страните от ОНД. Сътрудничество между министерствата на отбраната на Русия и Армения се постига на регулярна основа.
Руската 102-ра военна база е разположена на територията на Армения. Сформират се и обединени Руско-Арменски войскови групи. Защитата на границата с Турция и Иран е поета от Федерална служба за сигурност на Русия в Армения и Арменската погранична охрана.
Армения е една от малкото и все по-малко оставащи бивши съветски републики, които все още успяват да умилостивят, вместо да раздразват и без това нараненото его на Русия от разпадналия се геополитически съюз. Отношенията между Русия и Армения не са нещо ново, но повишаването на интензитета на тези отношения има важни последствия за бъдещето на по-малката от двете страни, както и за балансирането на силите в Кавказката област.
Доброжелателството между Армения и Русия има дълбоки исторически корени, което се потвърждава и от ролята на Русия като защитник на Армения. Русия стои зад гърба на Армения в борбата с агресивните настроения от страна на Турция, исторически враг на Армения. Русия възпира и възобновяването на конфликта между Армения и Азербайджан относно спора за територията на Нагорни Карабах (по време, на който Русия снабдява Армения с военни помощи). Като последствие от сблъсъците Турция, така както и Азербайджан блокират границите си с Армения.
Армения с готовност приема няколко Руски бази и няколко хиляди Руски войници на територията си, които пазят границите с Турция и Иран. По време на грузинската политическа криза през ноември 2003 година, Руският и Арменският министър на отбраната подписват споразумение, което още повече задълбочава техните съвместни военни действия. По това време министърът на външните работи на Русия – Игор Иванов, нарича Армения – „Единствения съюзник на Русия на юг“.
В действителност, Грузия изглежда все по решена да се отдели от Руската сфера на влияние, особено след кризата в Аджария (в рамките на Съветския съюз е известна под името Аджарска автономна съветска социалистическа република). Азербайджан също не поддържа особено топли отношения с Русия, което е продиктувано от петролни интереси. Така Армения остава една от сравнително малкото бивши съветски републики, където руските войски са добре дошли и не се срещат с американски военни сили, така както в Грузия и Киргизстан.

## Икономически отношения
От друга страна, Русия организира, така както изглежда, ползотворно поглъщане на редица икономически артерии на Армения.
Почти целия енергиен сектор на Армения е под Руски контрол, особено след прехвърлянето на управлението на арменската атомна централа и шест водноелектрически централи към ''UES'' като част от погасяване на външен дълг. Армения получава природен газ чрез Армрусгазпром, което е на 45% притежание на Газпром. Ростелеком притежава голяма част от телефонния бизнес. Руските финансови институции, често под етническо-арменско управление, бавно завземат арменския банков и застрахователен сектор. И с най-голям търговски партньор – Русия, икономиката на Армения е тясно обвързана с тази на Русия, както се забелязва в последствията след финансовата криза през 1998 година.
Русия остава като кукловод зад кулисите на арменската политическа сцена, за разлика от оскъдното влияние във вътрешната политика на останалите страни от ОНД. Преди президентските избори в Армения през 2003, президентът Роберт Кочарян отива на поклонение в Москва, за да получи благословията на президента Владимир Путин. Някои анализатори смятат, че трансфера на енергийните активи на Армения към Русия е замяна срещу подкрепата на Путин.
В действителност, арменското правителство е силно зависимо от потока на енергия, идващ от Русия. За това работи усилено, за да остане под крилото на Кремъл.
Близки взаимоотношения между влиятелни членове на Арменската диаспора в Русия и Путин предизвикват мнения, че след като Путин бе преизбран, намесата му във вътрешната политика на Армения се засилва, за да затвърди позицията на Русия в Армения. Междувременно, Кочарян изглежда следва примера, който му дава Путин за авторитаризма, затягайки контрола върху медиите, чрез което задушава несъгласието от една страна, а от друга ограничава възможностите за развитие на надеждна опозиция.
Официалната външна политика на Армения е да насърчава приятелските отношения, без да има фаворити – рационална политика за малка, изолирана нация, заобиколена от неприятелски настроени съседи в не особено стабилен регион. Армения използва като лостове за политическо влияние диаспората си в САЩ и в по-малка степен в Евопейския съюз, за да спечели правителствена подкрепа и съдействие. Държавата застрахова военните си вложения чрез участия в упражненията към програмата на НАТО – Партньорство за мир. Също така оказва подкрепа на САЩ в борбата срещу тероризма.
Вниманието на САЩ и ЕС е насочено към политиките за петрола и тръбопроводите в Азербайджан или района на Каспийско море, по общо казано. Междувременно, усилията за подобряване отношенията с южния съсед – Иран (като напримиер – строежа на тръбопровод за природен газ), получават мразовит поглед от страна на Запада и смесени сигнали от Русия.